# Sant Esteve de Canapost
Sant Esteve de Canapost és una església romànica situada al centre del nucli de Canapost, al Baix Empordà. Durant les darreres obres de restauració, van aparèixer restes de pintures murals i es van trobar sepultures d'època medieval al cementiri.
Segons sembla havia estat dedicat a Sant Clet i ja és esmentada l'any 1019, quan la seu gironina va rebre un alou situat dins la parròquia. A mitjans del segle xiii va passar a ser sufragània de la parròquia de Sant Esteve de Peratallada, condició que actualment encara manté.

## Arquitectura

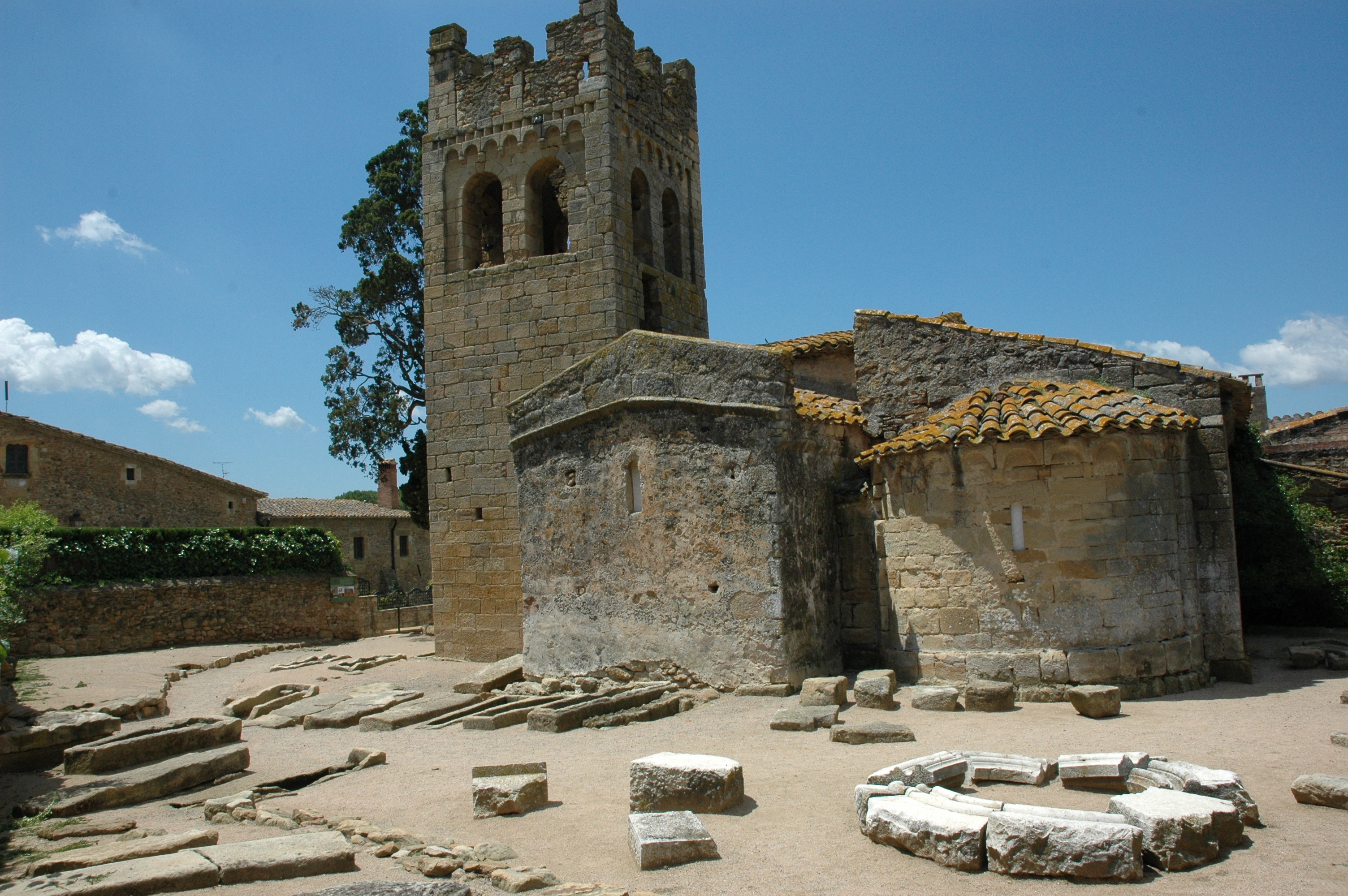
Absis preromànic rectangular i un altre de romànic. En primer terme, una necròpolis medieval

Es tracta, en realitat de dos temples de planta rectangular que es comuniquen per dins, un de més arcaic, preromànic del segle ix o X al costat sud, i un altre de romànic del segle xi al costat nord. Ambdues naus estan capçades a l'est per sengles absis. La comunicació entre ambdues naus es fa a través de tres arcs adovellats de mig punt.
La nau preromànica està encapçalada per un absis trapezial i transsepte elevat, sobre el que s'hi sustenta en part la torre del campanar. Aquesta nau està coberta amb una volta de canó feta amb pedruscall barrejat amb morter, mentre que la volta transversal del creuer és de ferradura. L'absis està il·luminat pel centre per una finestra d'esqueixada i destaca per ser un dels pocs de la seva època que ha conservat a la cornisa un fris decorat geomètricament amb relleus romboïdals.
La nau romànica té l'absis semicircular amb una finestra d'una esqueixada. Està coberta per una volta de canó i el tram presbiteral que condueix a l'absis queda cobert amb una volta de quart d'esfera. L'absis és ornamentat amb arcuacions cegues que es recolzen sobre mènsules llises.

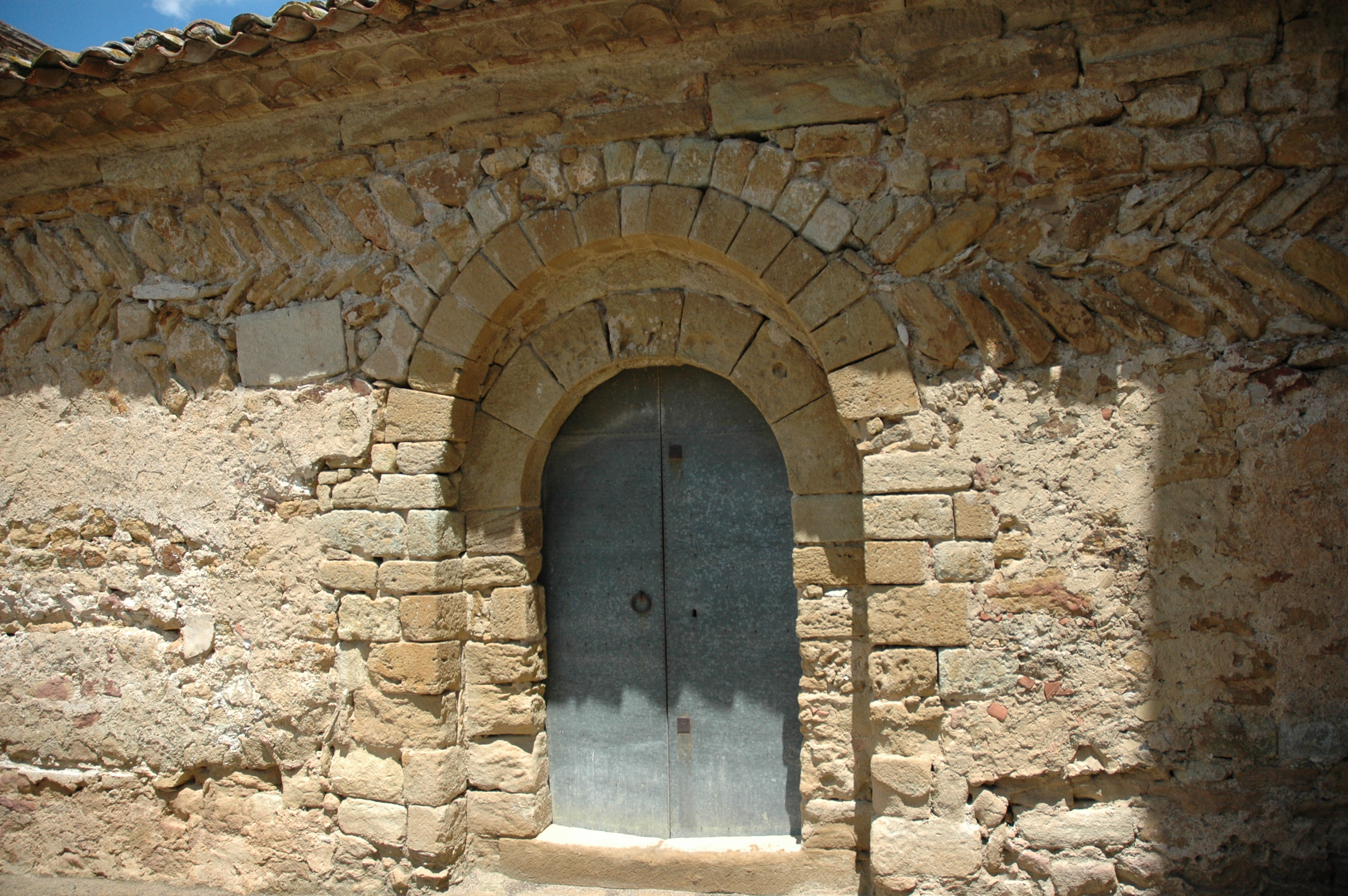
La porta més antiga està envoltada, just per sobre de l'ombra, dopus spicatum.

La nau més antiga té dues portes. La primitiva, al costat de migdia, és adovellada i amb dos arcs de mig punt en gradació. En aquest mur s'hi poden observar filades d'opus spicatum. La porta de ponent es va obrir en època barroca.

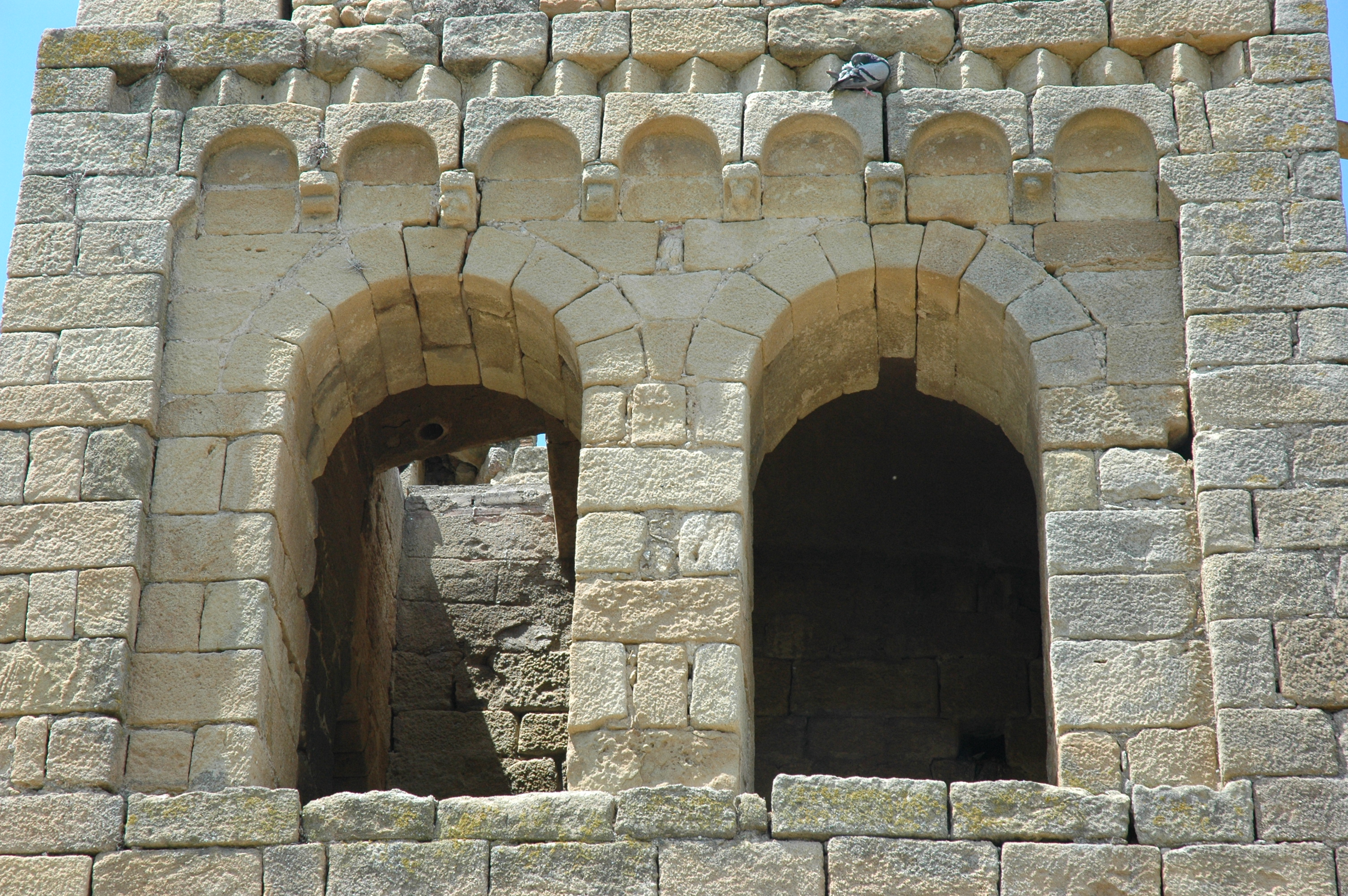
Detall de l'ornamentació llombarda de la torre del campanar

L'element més notable del conjunt és el campanar inacabat. Es va aixecar al segle xii amb estil llombard. El segon pis, emmarcant unes finestres de mig punt, és ornamentat per unes arcuacions cegues amb mènsules esculpides i un fris de dents de serra.
A l'interior de la nau preromànica es conserven restes de decoració mural en molt mal estat, tret d'un fragment amb caps de personatges nimbats, una franja vermella i extrems d'ales, a la volta del transsepte.
Una rosassa es va començar a construir en època gòtica, però no es va acabar. Es pot observar actualment darrere els absis, a terra, d'exposició.

## Història
El lloc de Caneposto és citat en un document de l'any 901. Segons consta a la seva acta fundacional del 1019 la Canònica de la Seu de Girona posseïa un alou intra terminos parrochiae de Canapost. L'any 1064 l'església de Sancti Stephani de Canaposta s'esmenta en el testament de Ponç, preceptor de l'Església de Girona.
Aquesta església havia estat dedicada, o havia tingut culte, a Sant Clet o Cletus, el tercer papa.
El retaule gòtic, obra pictòrica sobre fusta de l'anònim Mestre de Canapost, de la segona meitat del segle xv, dedicat a la Mare de Déu de la Llet, guardava en aquesta església fins que després de la guerra fou traslladat al Museu Diocesà de Girona, avui Museu d'Art de Girona. És una obra d'influència francesa, o d'un autor d'origen francès, dins de l'estil proper a Jean Foquet. Aquest retaule es trobava a l'altar esquerre (absis romànic) de l'església de Canapost.